# Narok (stad)
Narok is een oude stad ten westen van Nairobi in het zuidwesten van Kenia. Het is de hoofdstad van het district Narok in de provincie Bonde la Ufa. Narok heeft een inwoneraantal van ongeveer 40.000 waarvan de meeste tot de Masai behoren.
Narok ligt 1.827 meter hoog.
Het is de laatste grote plaats langs de weg van Nairobi naar het nationaal park Masai Mara in het zuidwesten van Kenia.

## Geboren
- Richard Mateelong (1983), 3000 m steepleloper
- Yusuf Saad Kamel (1983), Bahreins middellangeafstandsloper